# Manufaktura
 (mars 2018).

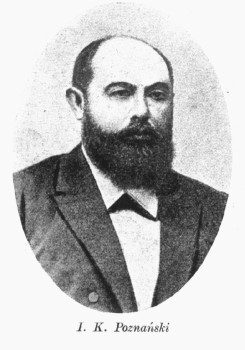
Izrael Kalmanowicz Poznanski

Manufaktura est un centre artistique, un centre commercial et un complexe de loisirs situé à Łódź, en Pologne. Attraction touristique majeure de la ville, elle comprend la plus grande place publique de Łódź, qui sert de lieu pour des événements culturels et sportifs.
Manufaktura a ouvert ses portes le 17 mai 2006, après 5 ans de planification et 4 années de construction qui ont suivi. La superficie totale du complexe est de 27 hectares. Les travaux concernaient la rénovation d'un ancien bâtiment d'usine textile. Manufaktura est située dans la partie centrale de la ville, dans l'ancien complexe industriel fondé par Izrael Poznański, connu également comme lieu de tournage du roman de Władysław Reymont intitulé « La Terre promise sur l'industrialisation de la ville de Łódź ».

## Historique
En 1835, Kalman Poznański et son fils Izrael, âgé d'un an, ont quitté Aleksandrów Łódzki pour s'installer à Lodz. Kalman possédait un stand de marché à Stary Rynek à Lodz, où il vendait diverses épices et tissus. Pendant ce temps, les industriels de Lodz ont gagné en argent et en pouvoir, à mesure que le marché russe des tissus, principalement du coton, augmentait. Lorsqu'Izrael Poznański a hérité de l'entreprise de son père, il a également décidé de restructurer et de développer son entreprise. Il acheta les terrains autour de la rue Ogrodowa, où il construisit l'usine de tissage en 1872. Au cours des 25 années suivantes, il agrandit un nouveau complexe composé d'usines de tissage, de filatures, d'une blanchissage, d'une centrale électrique, d'une usine de finition, d'une teinturerie, d'entrepôts, caserne de pompiers et un magasin d'entreprise. Il a également construit des maisons, un hôpital, une école, un centre communautaire et une cantine pour des milliers de ses ouvriers.

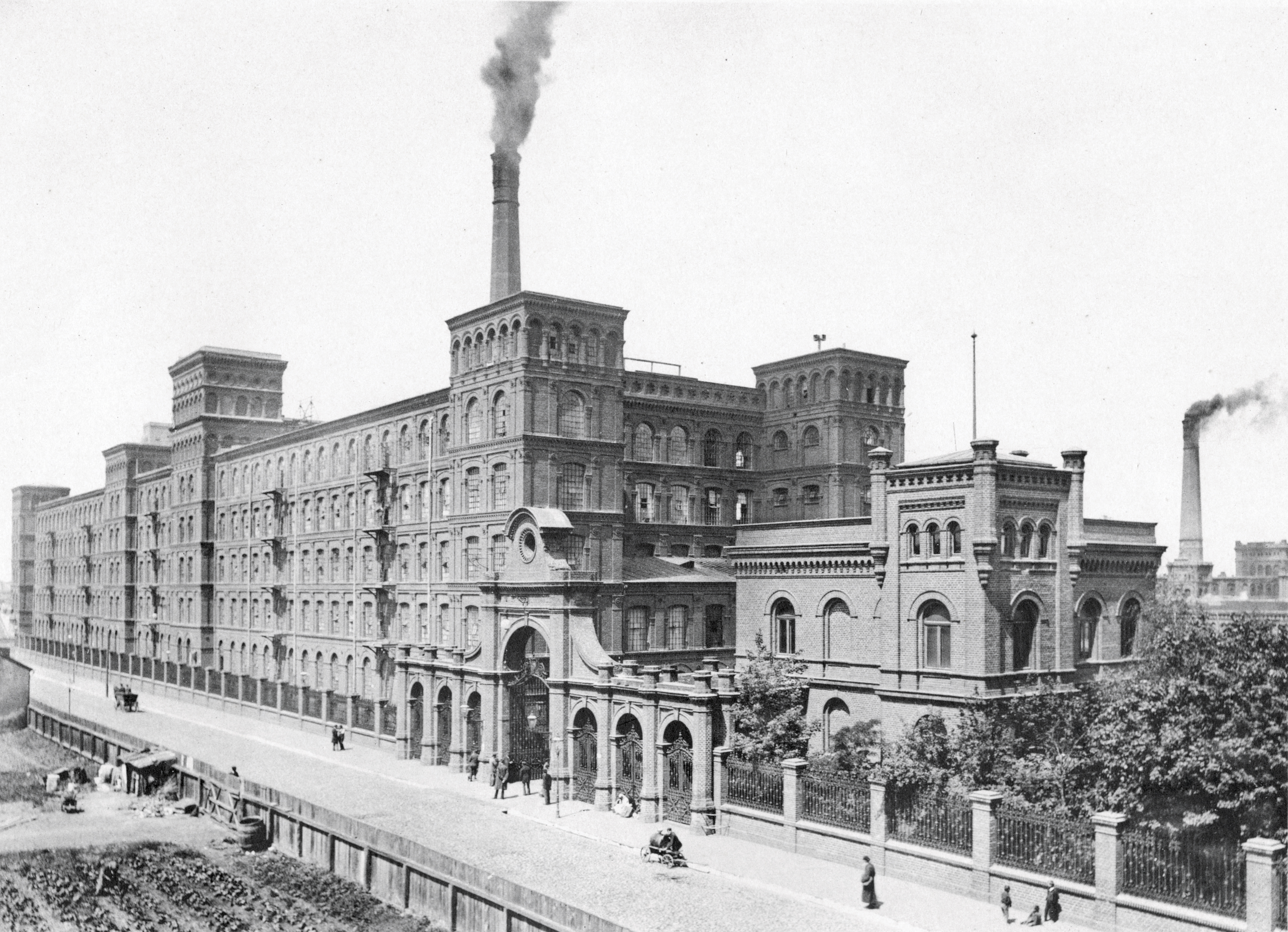
L'empire de Poznanski

Sa richesse acquise lui permet de financer de nombreux investissements locaux – son propre palais, les palais de ses fils (Maurycy et Karol), des hôpitaux, une synagogue (n'existant plus – elle fut détruite par les nazis pendant la Seconde Guerre mondiale). Poznański mourut en 1900, ses biens étant estimés à environ 11 millions de roubles.
Le développement de l'industrie fut stoppé par une série d'événements : les grèves ouvrières (1905), la Première Guerre mondiale, l'occupation allemande, les changements politiques en Russie. Cette dernière a complètement bloqué la Russie en tant que marché pour les produits fabriqués à Lodz. Puis survint la Grande Crise des années 1920 et l'entreprise de Poznański s'endetta ; elle fut rachetée dans les années 1930.

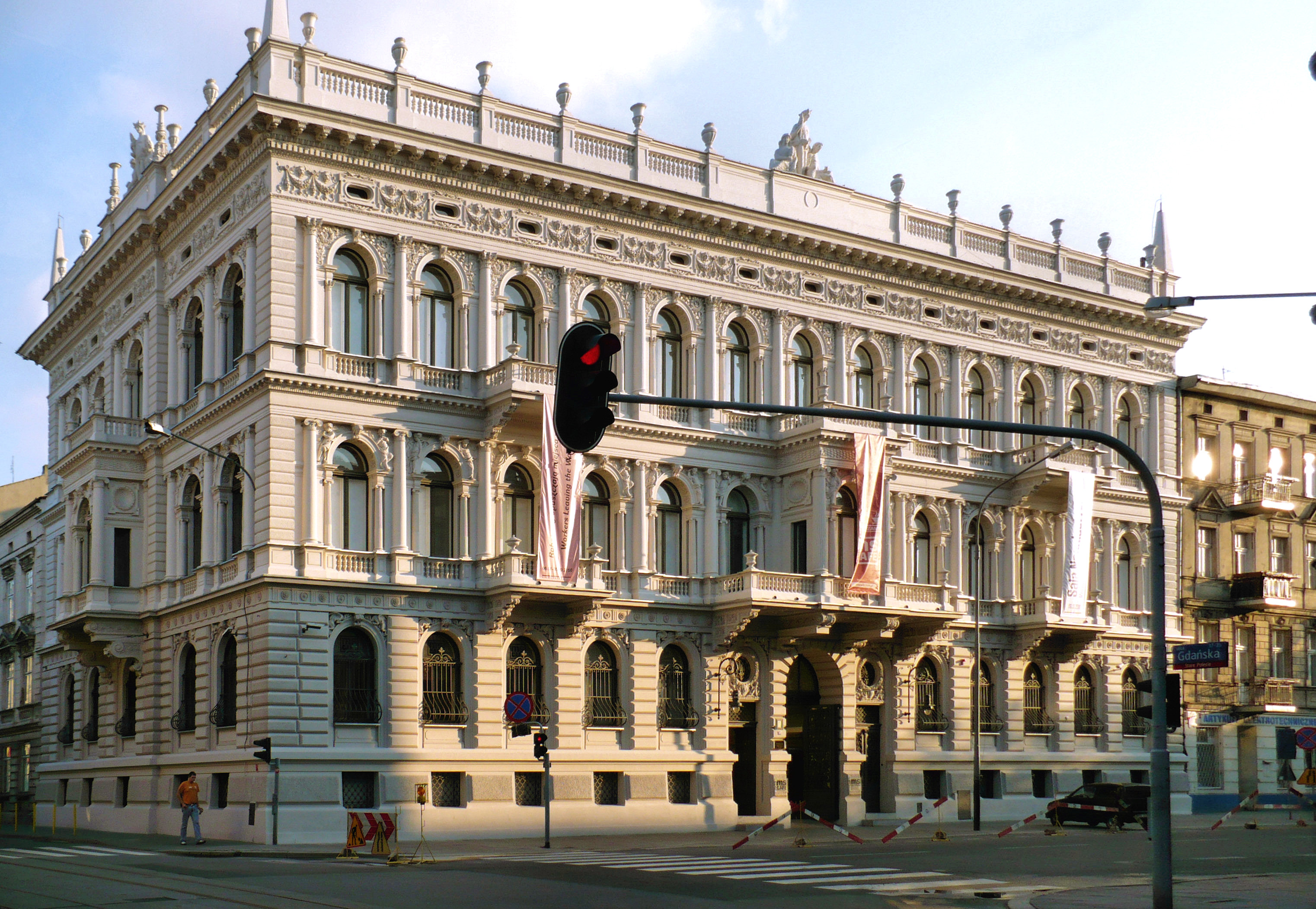
Le palais Poznanski

À la fin de la Seconde Guerre mondiale, les usines de Lodz furent nationalisées et travaillèrent pour répondre aux exigences de la Pologne communiste. Au fil des années, le complexe de Poznański a changé de nom – d'abord pour devenir The Julian Marchlewski Cotton Works, puis pour Poltex. Dans les années 1970, il est placé sous la protection du conservateur de la nature. En 1975, le palais Poznański a commencé à servir de siège au Musée de la Ville de Lodz. La transition politique des années 1990 a entraîné de nombreuses faillites, y compris celle du complexe de Poznański. Elle fut mise en liquidation et ses bâtiments tombèrent en ruine.
Le dernier directeur de Poltex, Mieczysław Michalski, souhaitait préserver les bâtiments d'une nouvelle détérioration et recherchait des investisseurs disposés à moderniser le complexe de Poznański. En 1999, le complexe est racheté par la société française Apsys . La revitalisation du complexe a coûté env. 200 millions d'euros. Manufaktura telle qu'elle est connue aujourd'hui (le nom proposé par les étudiants des universités de Lodz) a été inaugurée le 16 mai 2006.

## Revitalisation

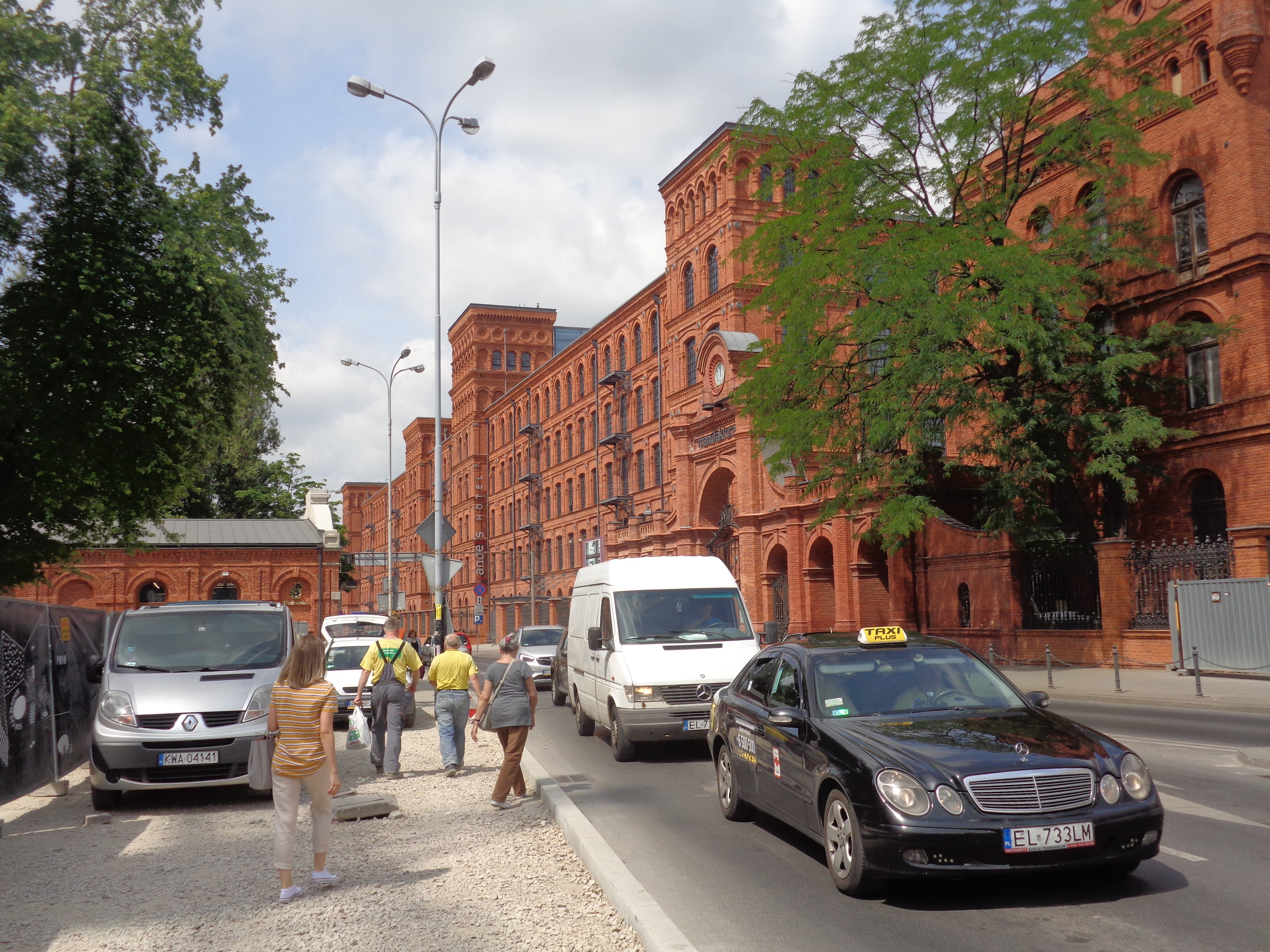
Manufaktura

En 2012, Manufaktura a été rachetée par le fonds d'investissement allemand Union Investment Real Estate GmbH. La transaction est estimée entre 350 et 400 millions d'euros.
Le complexe Manufaktura est aujourd'hui le résultat direct du plus grand projet de rénovation réalisé en Pologne depuis la reconstruction de la vieille ville de Varsovie dans les années 1950 (après la Seconde Guerre mondiale).
Manufaktura est un complexe étroitement intégré de 13 bâtiments historiques et d'un centre commercial nouvellement construit. Le complexe s'étend sur 27 hectares. C'est une combinaison de bâtiments modernes en verre et en aluminium avec l'architecture traditionnelle de Lodz.
La revitalisation en chiffres :

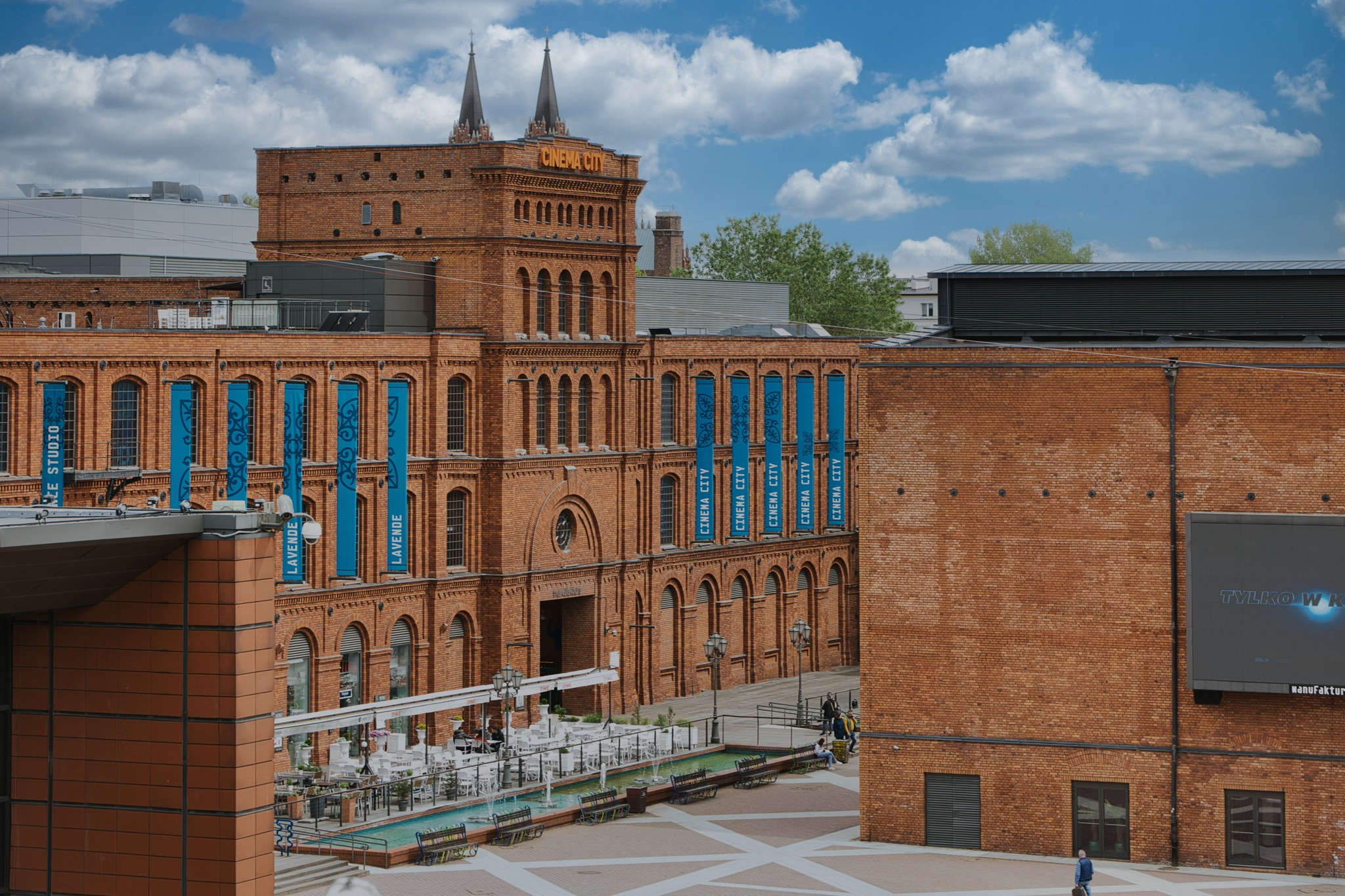
Manufaktura : Place du Marche

- Plus de 2 500 ouvriers ont travaillé à la restauration de bâtiments historiques et de leurs façades en brique et à la construction d'un centre commercial moderne,

- 45 000 m2 de façades en briques rénovées,

- 12 500 m2 de menuiseries métalliques rénovées,

- 95 000 m2 de nouvelles constructions érigées.

La restauration des valeurs complexes a été supervisée par un agent de conservation. Au total, 90 000 m² d'intérieurs historiques ont été rénovés et 600 arbres plantés. Le projet a coûté environ. 200 millions d'euros.

## Organisation

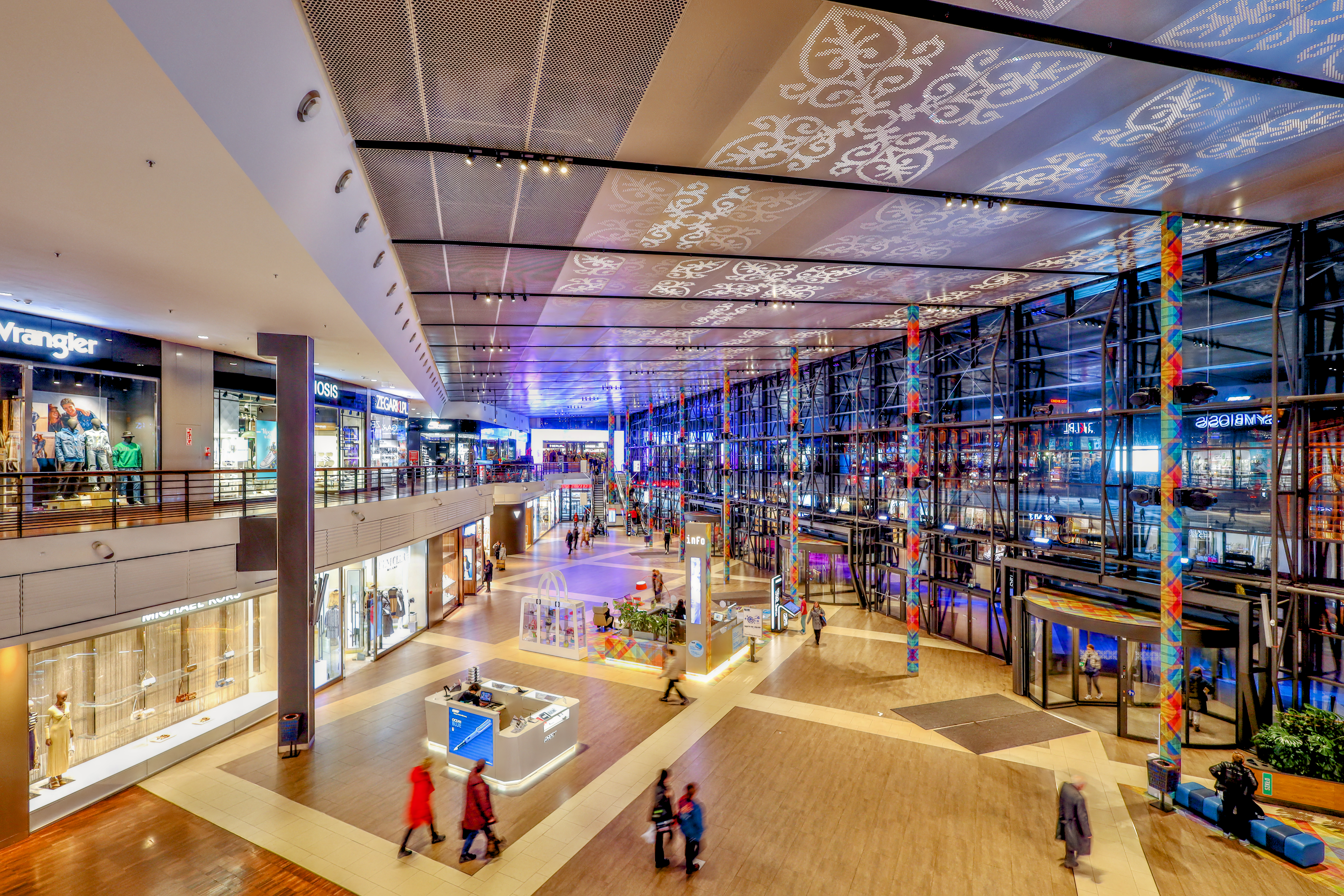
Hall principal

La revitalisation visait à préserver l'atmosphère historique du lieu, c'est pourquoi Manufaktura possède une architecture industrielle, avec des bâtiments en briques rouges, non crépis. La marque de fabrique du complexe est l'ancienne filature de cinq étages de la rue Ogrodowa, construite entre 1877 et 1878 (d'où le nom du complexe). En 2009, un hôtel quatre étoiles Andel's y a ouvert ses portes. Tous les autres bâtiments du complexe gardent un style similaire, mais sont de tailles plus petites. L'exception à cette règle est le hall commercial principal, qui est une nouvelle structure en verre et en acier. Il est plus bas que les bâtiments en briques environnants et, par conséquent, il n'est pas visible de l'extérieur.
L'une des entrées du complexe Manufaktura passe par l'ancienne porte en forme d'arc de triomphe de l'ancienne filature. L'ensemble du complexe, avec son concept de mélange de l'ancien et du nouveau, a été conçu par le cabinet britannique Virgile & Stone de Londres, en collaboration avec le cabinet d'architecture français Sud Architectes de Lyon. Les bâtiments industriels d'origine ont été conçus par l'architecte de Łódź Hilary Majewski en 1872.

## Services
Manufaktura héberge plus de 300 magasins, restaurants, pâtisseries, cafés, pubs et autres services. Le secteur tertiaire s'étend sur 12 000 m2. L'ensemble du complexe a une superficie de 270 000 m2, ce qui en fait le deuxième plus grand de Pologne après la place du Vieux Marché de Cracovie. Sa grande place abrite la plus longue fontaine d'Europe mesurant 300 mètres. Les clients peuvent parcourir le complexe avec deux trambus.
Le cœur de Manufaktura est un marché de trois hectares qui accueille en été une plage et en hiver une patinoire. Le marché accueille également de nombreux concerts et activités sportives lors d'événement

Outre la zone commerciale, Manufaktura comprend un complexe de restaurants, des parkings, un centre culturel (y compris la branche MS2 du Musée d'Art de Łódź, un musée des sciences, un musée de l'usine et le musée de la ville de Łódź – le dernier dont est situé dans le palais voisin Izrael Poznański), et un centre de divertissement (comprenant un cinéma multiplexe, un bowling, un mur d'escalade, un club de fitness, un théâtre, une salle d'arcade, un casino, de la VR et plusieurs musées).

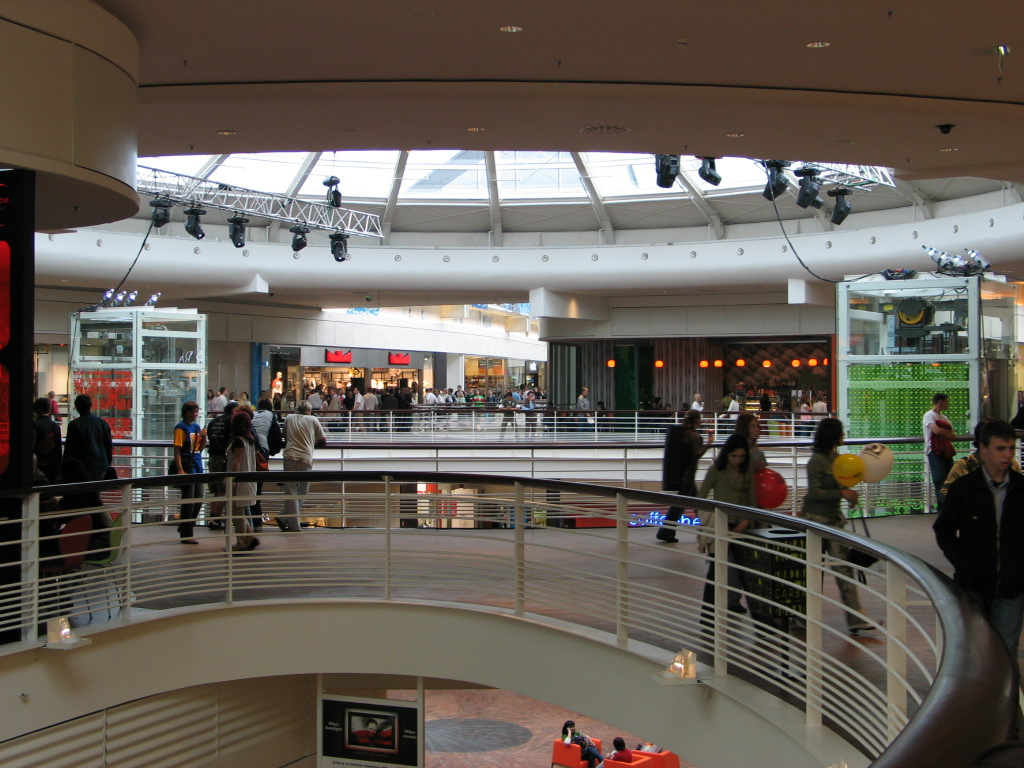
Le centre commercial
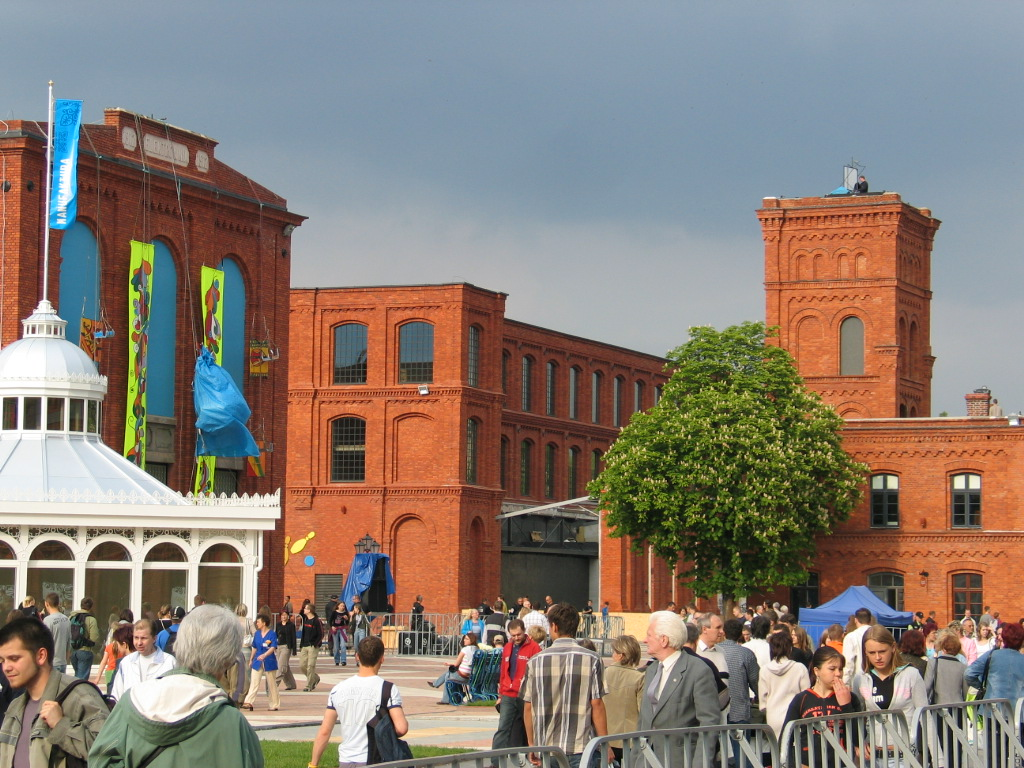
La place du marché
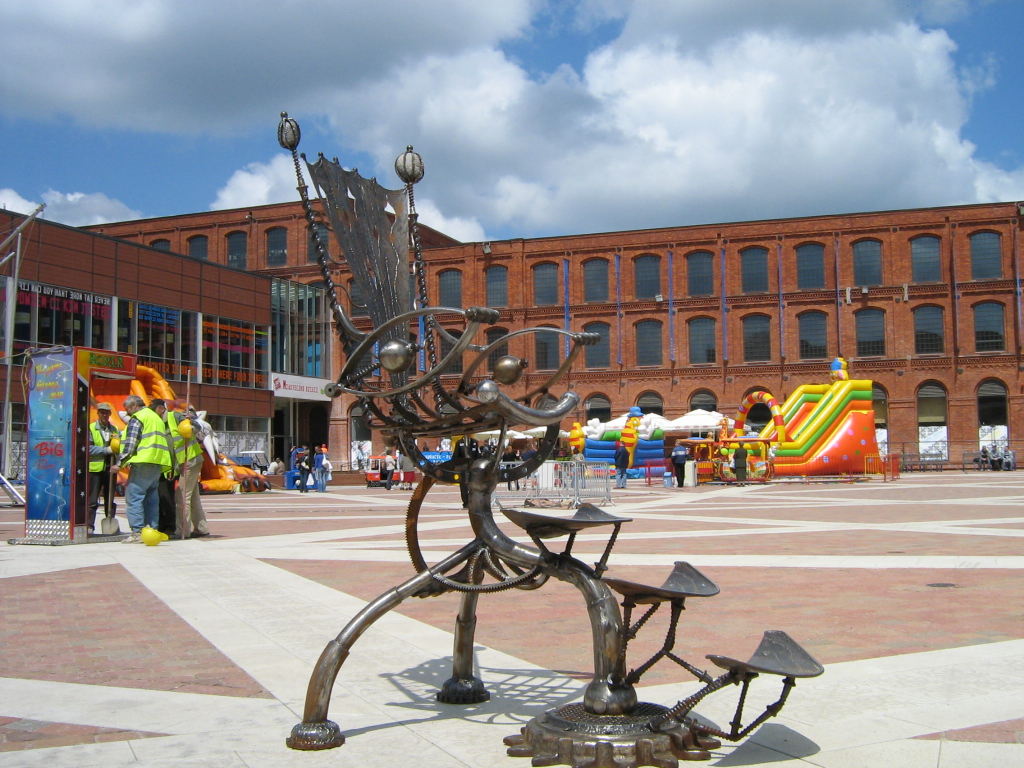
Installation artistique
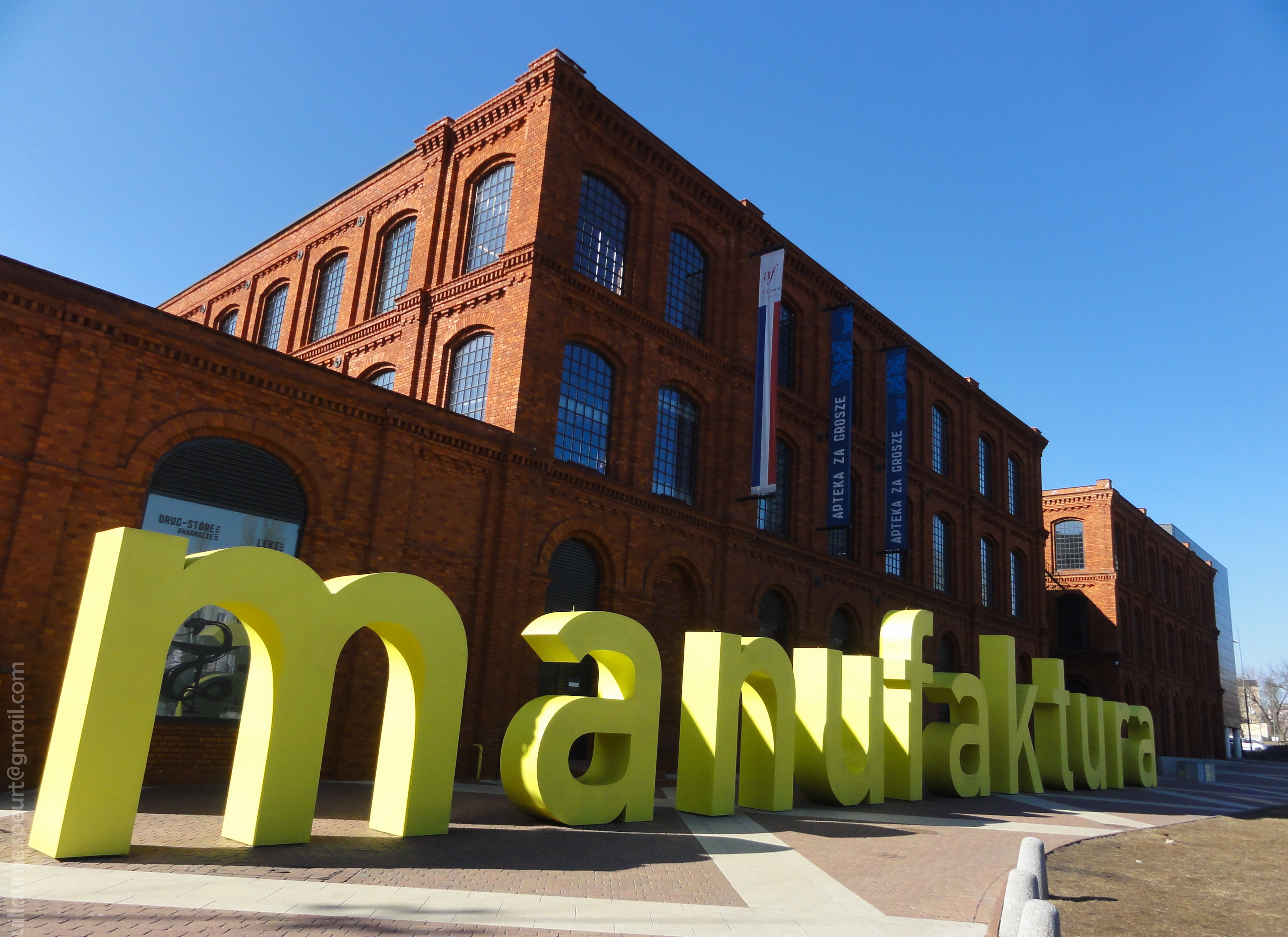
Inscription